# Afropsephenoides marlieri
Afropsephenoides marlieri is een keversoort uit de familie keikevers (Psephenidae). De wetenschappelijke naam van de soort werd in 1959 gepubliceerd door Pierre Basilewsky.